# Воинов, Николай Васильевич
Никола́й Васи́льевич Во́инов (21 апреля 1900 — 28 августа 1958) — советский оператор и режиссёр мультипликационных фильмов.

## Биография
Работал на киностудии «Союзкино» (с 1935 года — «Мосфильм»), c 1930 года входил в состав группы Авраамова «Мультзвук» в процессе работы над первыми рисованными звуковыми дорожками.
С 1931 года проводил собственные исследования в области так называемого бумажного звука, основанного на синтезе звуковых дорожек методом сложения вырезанных из бумаги с помощью инструмента «Нивотон» профилей звуковых волн, с последующим покадровым фотографированием фрагментов звуковой дорожки на мультипликационном станке. Тогда же вошёл в состав группы ИВОС (Иванов, Воинов, Сазонов), создавшей целый ряд мультипликационных фильмов с синтетическими звуковыми дорожками: «Барыня» (1931), «Прелюд Рахманинова» (1932), «Танец Вороны» (1933), «Цветные поля и линии безопасности», «Вор» (1934). После этого Воинов не возвращался к техническим опытам с «рисованным звуком».
В начале 1936 года Воинова уволили с «Мосфильма», его лабораторию закрыли. С того же года он начал работать оператором на «Союзмультфильме».
Участник Великой Отечественной войны, работал на студии «Воентехфильм».
После окончания войны вновь на «Союзмультфильме», где проработал до конца жизни. Участвовал в работе комиссии по созданию многопланового станка. Был инициатором применения в мультипликации искажающих стёкол из плексиглаза, съёмок «на просвет», среди коллег имел дружелюбное прозвище «Кока».
Скончался 28 августа 1958 года.

## Фильмография

### Режиссёр
- 1929 — Капкан (в СЭП № 1) — совместно с Н. Желинским, А. Ивановым, Д. Черкесом
- 1932 — Пляска медведя — не сохранился
- 1933 — Музыкальный момент Шуберта — не сохранился
- 1933 — Не будь беспечным — не сохранился, совместно с А. Ивановым, П. Сазоновым
- 1933 — Помни! — не сохранился, совместно с А. Ивановым, П. Сазоновым
- 1933 — Прелюдия Рахманинова до-диез минор — не сохранился
- 1933 — Танец вороны
- 1935 — Неисправимый — не сохранился, совместно с А. Ивановым, П. Сазоновым
- 1937 — Привет героям! — не сохранился, совместно с Г. Филипповым, Б. Дёжкиным

### Оператор
- 1928 — Тип-Топ в Москве — не сохранился
- 1936 — Слонёнок
- 1942 — Киноцирк
- 1942 — Лиса, заяц и петух
- 1943 — Краденое солнце
- 1944 — Песня о Чапаеве
- 1945 — Зимняя сказка
- 1945 — Пропавшая грамота
- 1945 — Теремок
- 1946 — Лиса и дрозд
- 1946 — Павлиний хвост
- 1947 — Конёк-Горбунок
- 1947 — Песенка радости
- 1947 — Путешествие в страну великанов
- 1948 — Серая Шейка
- 1948 — Сказка о солдате
- 1948 — Федя Зайцев
- 1949 — Гуси-лебеди
- 1949 — Кукушка и скворец
- 1949 — Чудесный колокольчик
- 1949 — Чужой голос
- 1950 — Девочка в цирке
- 1950 — Жёлтый аист
- 1950 — Крепыш
- 1951 — Ночь перед Рождеством
- 1951 — Сказка о мёртвой царевне и о семи богатырях
- 1952 — Валидуб
- 1952 — Снегурочка
- 1953 — Братья Лю
- 1953 — Крашеный лис
- 1953 — Лесной концерт
- 1953 — Храбрый Пак
- 1954 — В лесной чаще
- 1954 — Мойдодыр
- 1954 — Подпись неразборчива
- 1955 — Это что за птица?
- 1955 — Ореховый прутик
- 1955 — Трубка и медведь
- 1955 — Храбрый заяц
- 1956 — Аист
- 1956 — В яранге горит огонь
- 1956 — Гадкий утёнок
- 1956 — Двенадцать месяцев
- 1956 — Девочка в джунглях
- 1957 — Знакомые картинки
- 1957 — Наше солнце
- 1957 — Привет друзьям
- 1957 — Сказка о Снегурочке (комбинированные съёмки)
- 1957 — Храбрый оленёнок
- 1957 — Чудесница
- 1958 — Мальчик из Неаполя
- 1958 — Сказ о Чапаеве

### Художник
- 1927 — Тараканище — не сохранился
- 1933 — Помни! — не сохранился
- 1935 — Неисправимый — не сохранился
- 1937 — Привет героям! — не сохранился

### Звукооператор
- 1934 — Вор

## Награды
- орден «Знак Почёта» (6 марта 1950) — за выдающиеся заслуги в развитии советской кинематографии, в связи с 30-летием[4].